# Gorbothorax ungibbus
Gorbothorax ungibbus là một loài nhện trong họ Linyphiidae.
Loài này thuộc chi Gorbothorax. Gorbothorax ungibbus được Andrei V. Tanasevitch miêu tả năm 1998.